# 潭下镇 (五华县)
潭下镇，是中华人民共和国广东省梅州市五华县下辖的一个乡镇级行政单位。

## 行政区划
潭下镇下辖以下地区：
潭下社区、汶水村、杞水村、上围村、南华村、文里村、百安村、光华村、大玉村、福灵村、新田村、中村、金石村、柏洋村、模石村、布坪村、竹梅村、锡坪村、龙田村、乐道村和品畲村。